# آرسن آواکوف (بازیکن فوتبال)
آرسن گئورگی آواکوف (ارمنی: Արսեն Գեորգիի Ավակով؛ زادهٔ ۲۸ مهٔ ۱۹۷۱) یک بازیکن فوتبال ارمنی‌تبار اهل تاجیکستان در پست مهاجم است.

## باشگاهی
از باشگاه‌هایی که در آن بازی کرده‌است می‌توان به زسکا پامیر دوشنبه، باشگاه فوتبال تمپ شپتیفکا، باشگاه فوتبال تورپیدو زاپروژیا، باشگاه فوتبال تورپدو مسکو، باشگاه فوتبال شینیک یاروسلاول، باشگاه فوتبال لوکوموتیو نیژنی نووگورود و باشگاه فوتبال الیستا اشاره کرد.

## تیم ملی
وی همچنین در تیم ملی فوتبال تاجیکستان بازی کرده است.

### گل‌های ملی
گل‌های زده برای تیم ملی تاجیکستان
| #  | تاریخ        | ورزشگاه                  | حریف      | گل زده | نتیجه | رقابت                               |
| -- | ------------ | ------------------------ | --------- | ------ | ----- | ----------------------------------- |
| ۱. | ۸ مه ۱۹۹۶    | ورزشگاه پامیر، تاجیکستان | ازبکستان  | ۴–۰    | ۴–۰   | 1996 AFC Asian Cup qualification    |
| ۲. | ۱ ژوئن ۱۹۹۷  | هو شی مینه سیتی, ویتنام  | ویتنام    | ۰–۳    | ۰–۴   | مرحله مقدماتی جام جهانی فوتبال ۱۹۹۸ |
| ۳. | ۲۲ ژوئن ۱۹۹۷ | ورزشگاه پامیر، تاجیکستان | ترکمنستان | ۱–۰    | ۵–۰   | مرحله مقدماتی جام جهانی فوتبال ۱۹۹۸ |
| ۴. | ۲۲ ژوئن ۱۹۹۷ | ورزشگاه پامیر، تاجیکستان | ترکمنستان | ۳–۰    | ۵–۰   | مرحله مقدماتی جام جهانی فوتبال ۱۹۹۸ |
| ۵. | ۲۲ ژوئن ۱۹۹۷ | ورزشگاه پامیر، تاجیکستان | ترکمنستان | ۴–۰    | ۵–۰   | مرحله مقدماتی جام جهانی فوتبال ۱۹۹۸ |